# Akodon orophilus
Akodon orophilus é uma espécie de roedor da família Cricetidae.
Apenas pode ser encontrada no seguinte país: Peru.